# Papaipema purpurifasciata
Papaipema purpurifasciata là một loài bướm đêm trong họ Noctuidae.